# Ginnastica ai Giochi della XXVIII Olimpiade - Volteggio femminile

## Finale
| Posiz | GInnasta                   | #     | Valore Partenza | Giappone (bandiera) | Spagna (bandiera) | Germania (bandiera) | Finlandia (bandiera) | Canada (bandiera) | Lussemburgo (bandiera) | Penalità | Media | Totale |
| ----- | -------------------------- | ----- | --------------- | ------------------- | ----------------- | ------------------- | -------------------- | ----------------- | ---------------------- | -------- | ----- | ------ |
|       | Monica Roșu Romania        | 1     | 9.90            | 9.60                | 9.50              | 9.50                | 9.60                 | 9.65              | 9.60                   | —        | 9.575 | 9.656  |
| 2     | Monica Roșu Romania        | 10.00 | 9.80            | 9.50                | 9.70              | 9.75                | 9.75                 | 9.75              | —                      | 9.737    |       | 9.656  |
|       | Annia Hatch Stati Uniti    | 1     | 9.80            | 9.30                | 9.35              | 9.40                | 9.50                 | 9.50              | 9.35                   | —        | 9.400 | 9.481  |
| 2     | Annia Hatch Stati Uniti    | 9.80  | 9.40            | 9.55                | 9.55              | 9.60                | 9.60                 | 9.55              | —                      | 9.562    |       | 9.481  |
|       | Anna Pavlova Russia        | 1     | 9.80            | 9.45                | 9.40              | 9.45                | 9.35                 | 9.45              | 9.40                   | —        | 9.425 | 9.475  |
| 2     | Anna Pavlova Russia        | 9.80  | 9.45            | 9.50                | 9.50              | 9.55                | 9.55                 | 9.55              | —                      | 9.525    |       | 9.475  |
| 4     | Elena Zamolodčikova Russia | 1     | 9.80            | 9.45                | 9.35              | 9.45                | 9.50                 | 9.45              | 9.45                   | —        | 9.450 | 9.412  |
| 4     | Elena Zamolodčikova Russia | 2     | 9.80            | 9.45                | 9.30              | 9.25                | 9.40                 | 9.45              | 9.35                   | —        | 9.375 | 9.412  |
| 5     | Yun Mi Kang Corea del Nord | 1     | 10.00           | 9.50                | 9.40              | 9.40                | 9.45                 | 9.60              | 9.50                   | —        | 9.462 | 9.381  |
| 5     | Yun Mi Kang Corea del Nord | 2     | 10.00           | 9.35                | 9.15              | 9.35                | 9.25                 | 9.40              | 9.25                   | —        | 9.300 | 9.381  |
| 6     | Al'ona Kvaša Ucraina       | 1     | 9.80            | 9.30                | 9.35              | 9.25                | 9.50                 | 9.35              | 9.20                   | —        | 9.312 | 9.343  |
| 6     | Al'ona Kvaša Ucraina       | 2     | 9.80            | 9.35                | 9.25              | 9.35                | 9.50                 | 9.40              | 9.40                   | —        | 9.375 | 9.343  |
| 7     | Wang Tiantian Cina         | 1     | 9.80            | 8.85                | 8.60              | 8.80                | 8.80                 | 8.85              | 8.80                   | —        | 8.812 | 9.081  |
| 7     | Wang Tiantian Cina         | 2     | 9.80            | 9.35                | 9.25              | 9.35                | 9.35                 | 9.40              | 9.35                   | —        | 9.350 | 9.081  |
| 8     | Coralie Chacon Francia     | 1     | 9.90            | 8.80                | 8.75              | 8.95                | 8.95                 | 8.95              | 9.00                   | —        | 8.912 | 4.456  |
| 8     | Coralie Chacon Francia     | 2     | 9.90            | 0.00                | 0.00              | 0.00                | 0.00                 | 0.00              | 0.00                   | —        | 0.000 | 4.456  |